# Holmtjärnet (Södra Finnskoga socken, Värmland, 673922-131872)
Holmtjärnet är en sjö i Torsby kommun i Värmland och ingår i Glommas huvudavrinningsområde.